# Prieuré de Saint-Maurice
Le prieuré de Saint-Maurice est un prieuré situé à Autry-Issards, en France.

## Localisation
Le prieuré est situé sur la commune d'Autry-Issards, dans le département français de l'Allier.

## Historique
La présence de mardelles à proximité témoigne de l’ancienneté de la fréquentation du lieu (période du fer ?).
Une voie gauloise biturige, romanisée ensuite, passe à proximité. 
L'édifice est inscrit au titre des monuments historiques en 1933.